# Aidomaggiore
Aidomaggiore ist ein sardisches Dorf mit 497 Einwohnern in der Provinz Oristano.
Aidomaggiore liegt in der historischen Gegend des Barigadu, die zum Großteil aus Wäldern besteht. Die Nachbargemeinden sind Borore (NU), Dualchi (NU), Ghilarza, Norbello, Sedilo und Soddì.
Es ist bekannt wegen „Sa Cointrozza“, einem traditionellen Tanz, der während der Karnevalszeit gespielt wird. Der Lago Omodeo befindet sich in der Nähe und ist Ziel von Freizeitsuchenden und Touristen.

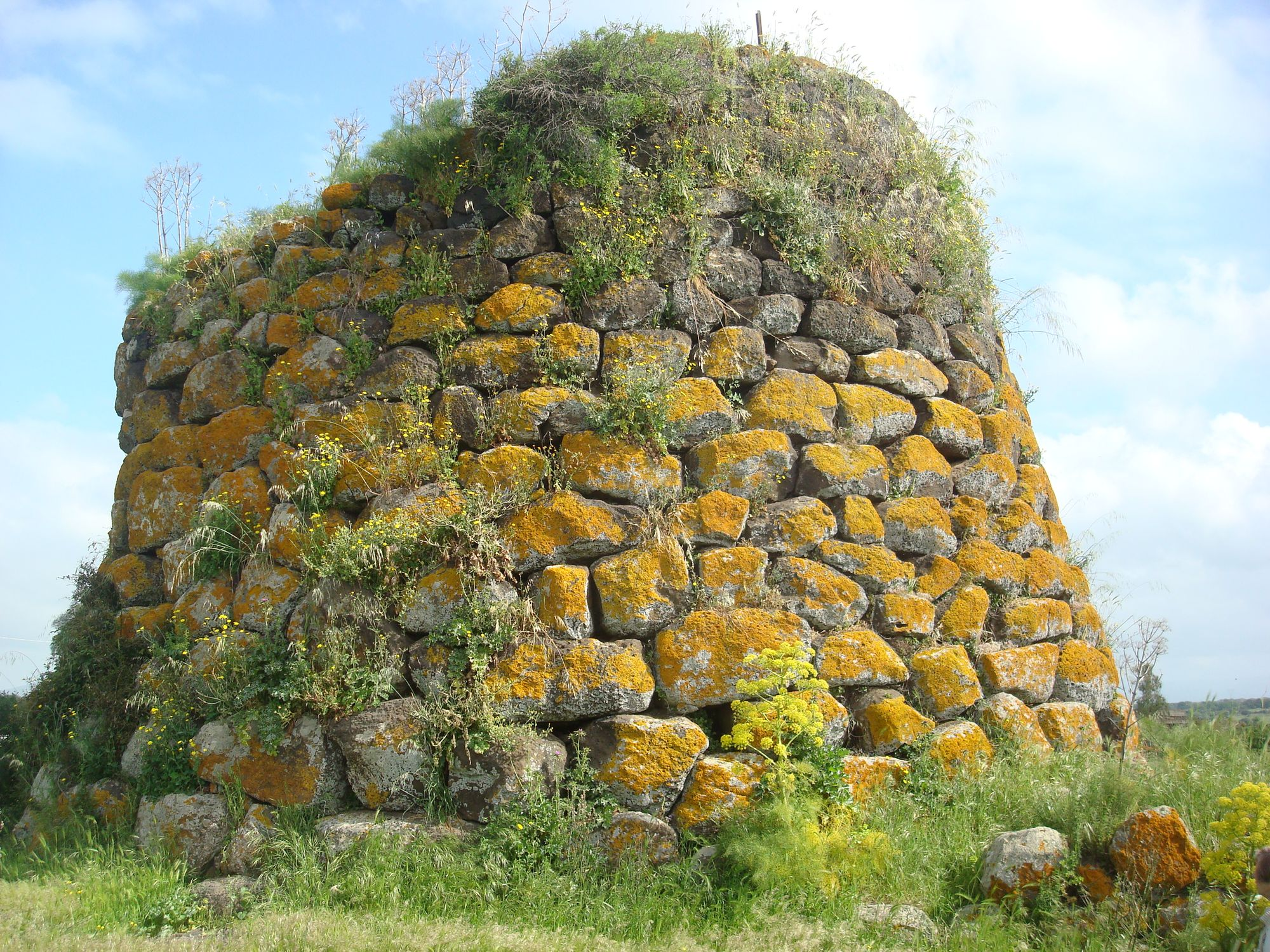
Nuraghe Sa Jua - beim Ort